# Tokugawa Ienobu
Tokugawa Ienobu (徳川 家宣?   n. 11 de junio de 1662-m. 12 de noviembre de 1712) fue el sexto shōgun del clan Tokugawa. Era el hijo mayor de Tokugawa Tsunashige y sobrino de los shogunes Ietsuna y Tsunayoshi.

## Primeros años
Era el hijo mayor de Tokugawa Tsunashige, hermano mediano de los futuros shogunes: Tokugawa Tsunayoshi y Tokugawa Ietsuna. Era hijo de una concubina.
Llegó a ser daimio de Kōfu en el año 1680, después de la muerte de su padre. Entonces fue educado por el rōnin Arai Hakuseki quien fue su consejero durante el resto de su vida.

## Shogun Ienobu (1709-1711)
En el año 1709 fue elegido shōgun y permaneció hasta el año 1712.
Antes de morir, en el año 1711 intentó crear relaciones entre su corte de Kioto y el Emperador Nakamikado siendo uno de los primeros en crear una relación entre el bakufu y la nobleza.